# Ypthima lisandra
Ypthima lisandra är en fjärilsart som beskrevs av Pieter Cramer 1782. Ypthima lisandra ingår i släktet Ypthima och familjen praktfjärilar. Inga underarter finns listade i Catalogue of Life.

## Bildgalleri

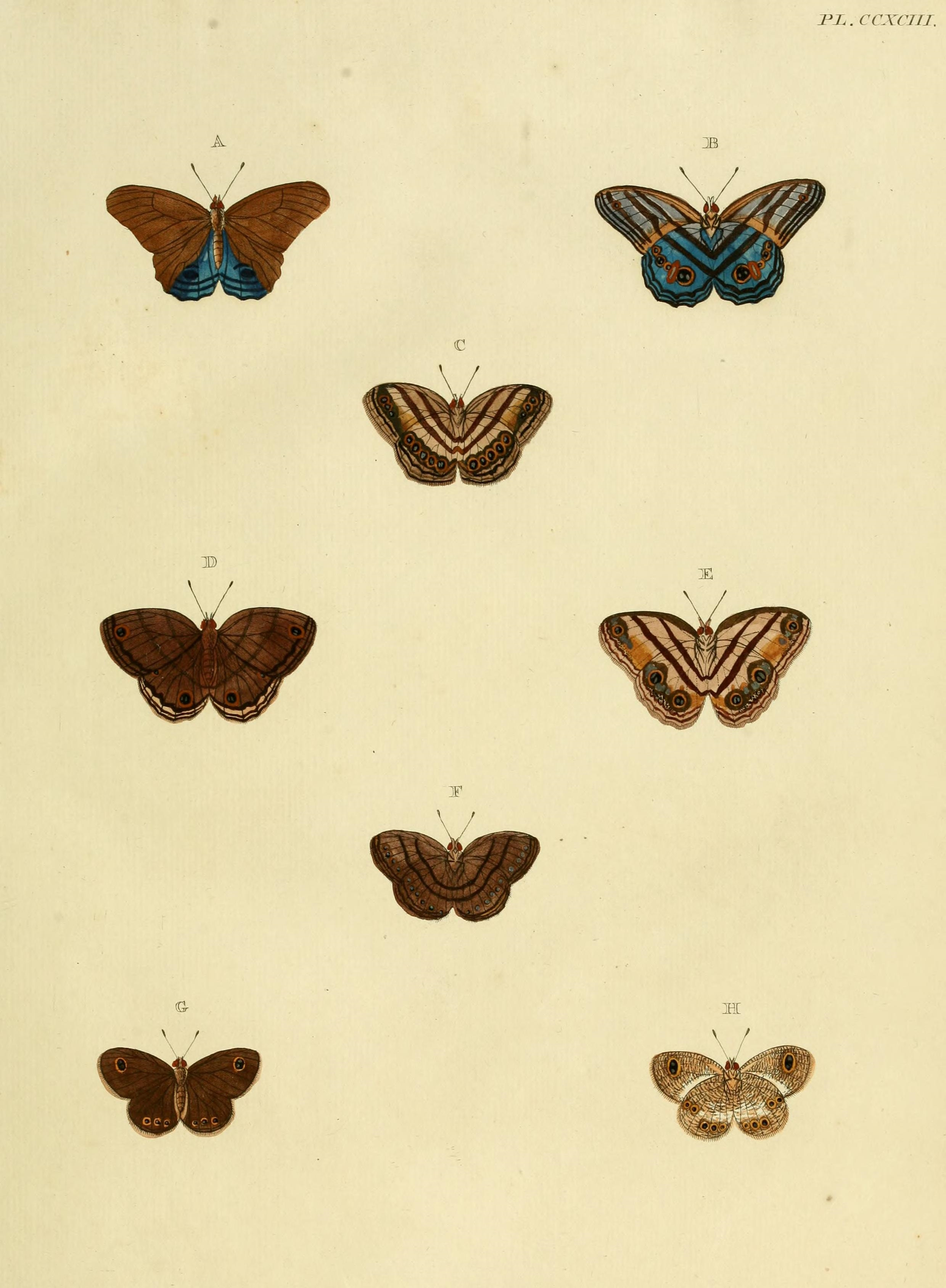